# Charlie Hebdo
Charlie Hebdo es un semanario satírico francés de izquierda fundado en 1992, que toma su nombre de una publicación satírica que existió entre 1969 y 1981 (primero como Hara-kiri y Hara-kiri hebdo). Según Charb, director de la publicación hasta 2015, su redacción refleja a «todos los componentes de la izquierda plural, incluso de los abstencionistas». Con sus publicaciones, en la mayoría de casos con toques xenófobos y antireligiosos, consiguió la indignación de musulmanes, judíos y cristianos casi por igual.
Su labor ha sido motivo de juicios, debates por la libertad de expresión, acusaciones de provocaciones a facciones religiosas, agresiones y atentados; uno de ellos con cócteles Molotov en 2011.El atentado más grave se produciría, sin embargo, el 7 de enero de 2015, en su sede parisina, cuando dos encapuchados asesinaron a doce personas, además de herir de gravedad a otras cuatro. Entre los fallecidos se encontraban los dibujantes Charb, Cabu, Wolinski y Tignous; además de dos agentes de policía.El atentado yihadista tuvo gran repercusión internacional.
Antes de los atentados, Charlie Hebdo se hallaba en dificultades financieras y su impresión era de 60 000 ejemplares semanales, pero en su número siguiente al atentado, que llevaba en su portada una caricatura de Mahoma con una lágrima y simulando una rueda de reconocimiento con el célebre Je suis Charlie y la leyenda Todo está perdonado, superó los siete millones de ejemplares impresos.

## Hitos de repercusión mundial
Charlie Hebdo cobró relevancia internacional cuando se involucró en la controversia sobre las caricaturas de Mahoma en 2006. Charlie Hebdo republicó las caricaturas aparecidas en el periódico danés Jyllands-Posten hacia febrero de 2006 (y cuya republicación había costado poco antes el puesto al director de Libération).
Fue el medio que publicó el manifiesto de doce intelectuales como Salman Rushdie y Bernard-Henri Lévy a favor de la libertad de expresión y en contra de la autocensura (1 de marzo) y fue demandado por autoridades islámicas francesas, acusándole de un delito de "injurias públicas contra un grupo de personas en razón de su religión". El juicio contra el director del semanario, Philippe Val, comenzó en febrero de 2007 y fue considerado una piedra de toque respecto a la libertad de expresión.
El 2 de noviembre de 2011, tras referirse a la victoria de los islamistas en las elecciones de Túnez, su sede fue atacada con cócteles Molotov, lo que provocó grandes daños.
En 2013 publicó La vida de Mahoma.
En diciembre de 2022, Charlie Hebdo convocó un concurso para publicar «la caricatura más divertida y malvada de Ali Khamenei, Guía Supremo de la República Islámica de Irán», con el objeto de manifestar su apoyo al movimiento de protestas en Irán de ese año. La revista recibió unos 300 dibujos —muchos de ellos de exiliados iraníes— en los que se ridiculizada al líder supremo y a otros religiosos iraníes, y se denunciaba la pena de muerte en dicho régimen teocrático. En respuesta, docenas de iraníes protestaron frente a la embajada de Francia en Teherán y quemaron banderas francesas. El Gobierno iraní condenó el concurso, y el 5 de enero de 2023 cerraba el Instituto Francés de Investigación en Irán; la ministra francesa de Exteriores, Catherine Colonna, respondía ese mismo día que «en Francia hay libertad de prensa, al contrario de lo que ocurre en Irán».

## Historia

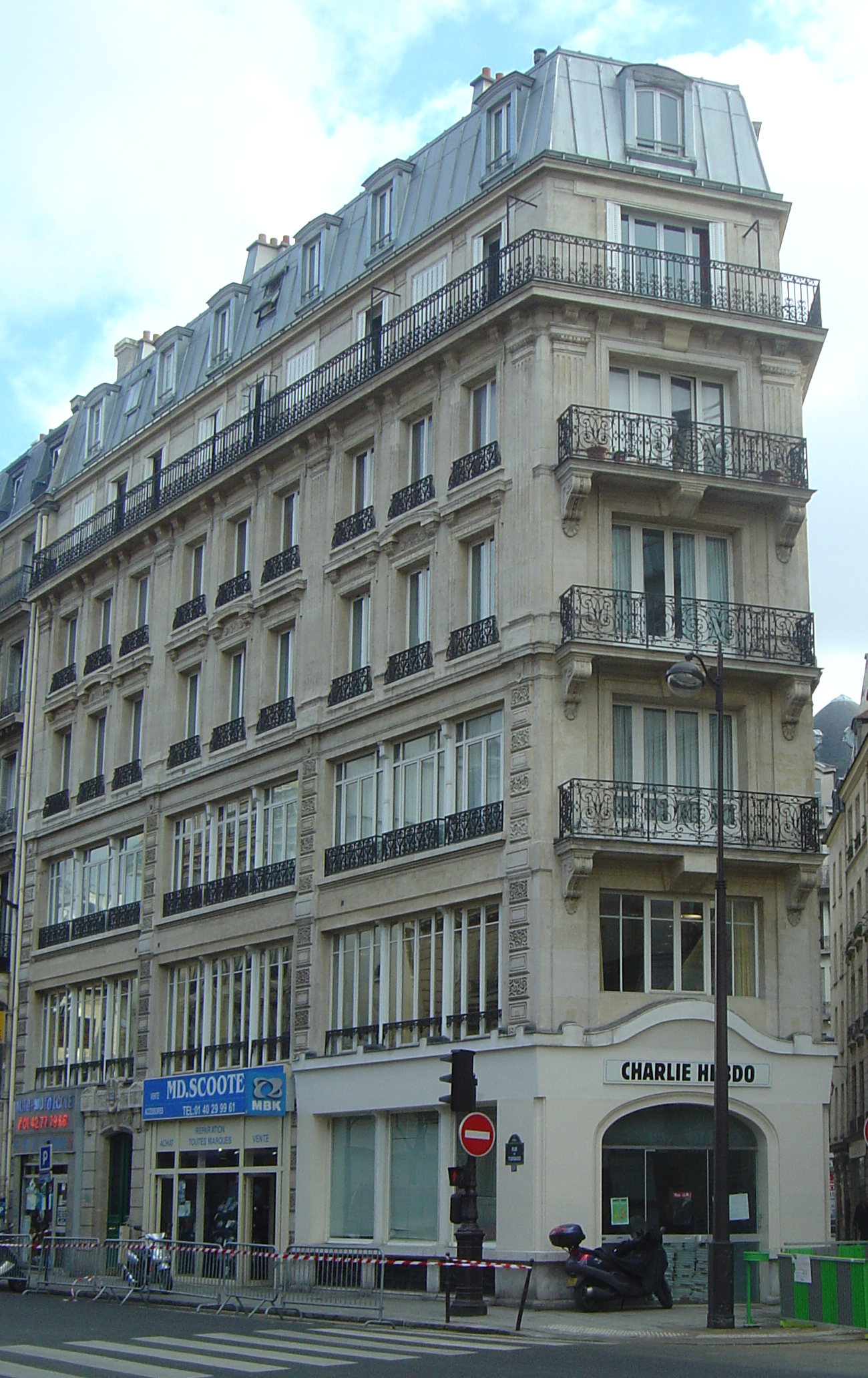
Antigua sede de Charlie Hebdo en París.

### Antes de Charlie Hebdo
En 1960, Georges Bernier, alias professeur Choron, y François Cavanna lanzaron una revista mensual que se llamaba Hara-Kiri, «journal bête et méchant». Choron era el director de la publicación. Cavanna, redactor jefe, reunió progresivamente un equipo que constituido por Topor, Fred, Reiser, Wolinski, Gébé, y Cabu. Prohibida su publicación desde 1961, reapareció para ser prohibida de nuevo en 1966. Reapareció de nuevo seis meses más tarde. Cuando reapareció, algunos colaboradores como Gébé, Cabu, Topor y Fred no retornaron a la publicación. Pero se añadieron al grupo otros como Delfeil de Ton, Fournier y Willem.

### 1969-1981
En 1969, el equipo dirigido por Cavanna, decidió hacer una publicación semanal, continuando con la mensual. Volvieron a colaborar en ella Gébé y Cabu. En febrero de 1969, se lanzó Hara-kiri-hebdo, que se le nombrará más tarde L'hebdo Hara-kiri en mayo de 1969.
El 1 de noviembre de 1970, murieron 146 personas en una discoteca del sureste de Francia, y menos de diez días después, falleció el exjefe de Estado Charles de Gaulle, en su residencia de Colombey-les-Deux-Églises. El 16 de noviembre, la portada del semanario, sobria y sin dibujos, hacía referencia oblicua e irónica a estos dos acontecimientos nacionales: «Baile trágico en Colombey - un muerto». La publicación de L'hebdo Hara-kiri fue prohibida por el ministro del Interior, Raymond Marcellin. Ignorando la prohibición, el equipo decidió que la revista debía seguir publicándose por lo que se cambió el título a Charlie Hebdo (hebdomadaire, en francés, significa semanal o semanario). Este nuevo apelativo venía de la publicación mensual Charlie Mensuel, que Georges Bernier y Delfeil de Ton habían lanzado en 1969.
Charlie debía su nombre a Peanuts: Delfeil de Ton fue el redactor jefe durante un año de Charlie Mensuel y allí publicaba, introduciéndola en Francia, la tira de Charles M. Schulz. Charlie era la versión francesa de un mensual italiano Linus (del nombre de un personaje de Peanuts), que publicaba series americanas clásicas y cómics contemporáneos. Es en referencia a Charlie Brown, héroe de Peanuts, que la publicación mensual francesa, «llena de humor y de cómic» fue nombrada Charlie. La mayoría de series anglosajonas eran traducidas por Cavanna a partir de las traducciones italianas de Linus.
En las elecciones presidenciales de 1974 Charlie Hebdo llamó a la abstención.
Charlie Hebdo seguiría publicándose con este título y no volverá a tomar ninguna de las apelaciones iniciales Hara-kiri hebdo o l'hebdo Hara-kiri.
El director de la publicación era Georges Bernier y el redactor jefe era Cavanna. En los años recientes todo el equipo se ocupó de la redacción y Cavanna fue nombrado «Ángel de la guardia».
En diciembre de 1981, la publicación fue suspendida debido a la falta de lectores fieles. No tenía subvenciones de publicidad y el número de abonados era muy reducido. Antes de desaparecer, lanzaron una broma: el diario Charlie Matin que se publicó sólo tres días seguidos.

### De 1992 al presente
El nuevo nacimiento de Charlie Hebdo vino dado por la dimisión de Philippe Val y Cabu de La Grosse Bertha después de ciertas diferencias con el director de la publicación Jean-Cyrille Godefroy y su deseo de tener su propio semanario. A lo largo de una comida-reunión, en la búsqueda de un título, Wolinski lanzó «y por qué no Charlie Hebdo, el título está libre!» La proposición fue inmediatamente aceptada.
Philippe Val, Gébé, Cabu y Renaud reunieron el dinero para financiar el primer número. Se creó una sociedad accionista. Ellos se quedaron con aproximadamente el 80 % lo que los convertía prácticamente en propietarios de la publicación y aseguraba su independencia.
Fue así como Charlie Hebdo nació en julio de 1992. En su lanzamiento se beneficiaba del prestigio de Charlie Hebdo histórico, además, teniendo en cuenta que en la nueva etapa estaban las firmas de las estrellas de los años '70: Cavanna, Delfeil de Ton, Siné, Gébé, Willem, Wolinski, Cabu. Por si esto no fuera poco, el maquetado era idéntico. Se presenta también a Charb, Oncle Bernard, Renaud, Luz y Tignous. Fue presentada y acogida no como un nuevo semanario sino como la continuación o la reaparición de la publicación. Se dice que se vendieron 100 000 números del primer ejemplar, un gran éxito. En la portada, la leyenda titulaba «URBA, Chômage, Hémophiles, Superphénix» y se veía en la parte de abajo a François Mitterrand que decía «Et Charlie Hebdo qui revient! (y Charlie Hebdo que vuelve)»
El «professeur Choron», al que no le habían propuesto un puesto que él considerara aceptable, intentó por su parte de relanzar simultáneamente Hara-Kiri, donde trabajaban también Vuillemin, pero su aparición fue breve. Después lanzó La Mouise, vendido por los vagabundos que obtenían ciertos beneficios (iniciativa aclamada por Cavanna).
En el nuevo Charlie Hebdo, Philippe Val, Gébé y Cabu retuvieron todas las responsabilidades. Philippe Val fue el director de redacción y, Gébé, el responsable artístico.

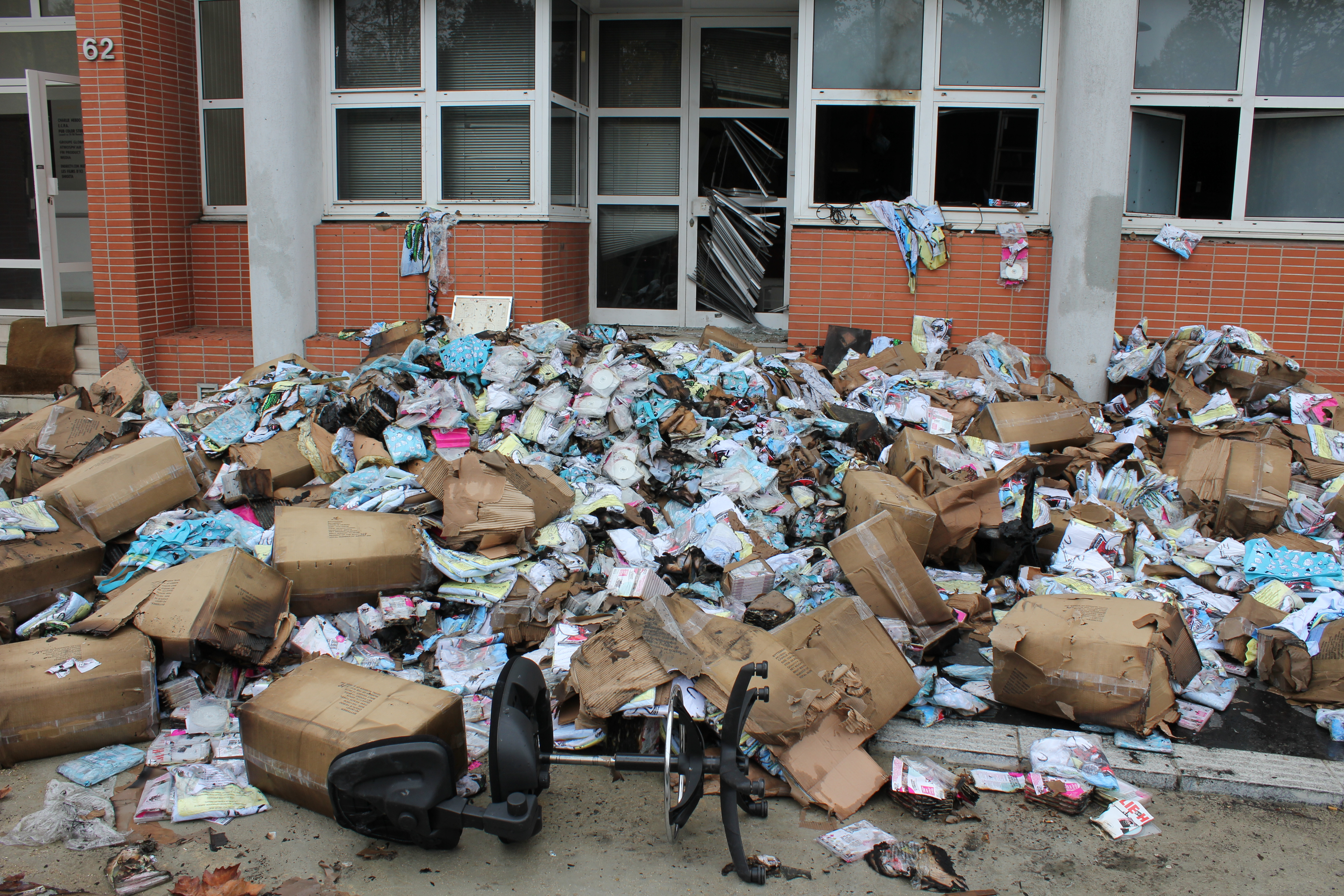
Escombros afuera de las oficinas de Charlie Hebdo después del ataque de noviembre de 2011.

Con Philippe Val, la publicación dirige algunos combates recordando la línea contestataria de la extrema derecha. Es aquí que se diferencia con el antiguo Charlie Hebdo sin una clara línea política, nada más que el talento individual reconocido de sus colaboradores, redactores y dibujantes -humor corrosivo, respuesta eficaz- y la estabilidad del equipo que reforzaba todavía más.
El Charlie Hebdo actual no reivindica ni esta continuidad ni esta estabilidad. Varios colaboradores abandonaron la publicación. Los métodos del nuevo director de redacción del periódico fueron respondidos en el mismo seno de la redacción, dándose el caso de varias oposiciones por día o incluso dimisiones (Philippe Corcuff, Olivier Cyran y Lefred-Thouron, entre otros), además de despidos (por ejemplo el actual colaborador de Le Monde diplomatique, Mona Chollet) al final de los años '90 y el sonado despido del veterano dibujante Siné en el verano de 2008.
La revista se edita los miércoles y publica varios suplementos con una frecuencia variable.
En la noche del 1 al 2 de noviembre de 2011, Charlie Hebdo fue atacado por presuntos islamistas radicales con un cóctel Molotov. Una semana más tarde, el periódico satírico publicó en portada una viñeta en la que un musulmán y un dibujante de Charlie Hebdo se besaban en la boca, con la leyenda «El amor es más fuerte que el odio».
La publicación ha sido considerada de extrema izquierda francesa por la BBC.

### Atentado terrorista de 2015

Je suis Charlie (en español: "Yo soy Charlie").

En la mañana del 7 de enero de 2015 (11:00 GMT+1), dos hombres vestidos de negro y enmascarados portando fusiles automáticos Kalashnikov, irrumpieron en la sede de Charlie Hebdo en París (10 rue Nicolas Appert) gritando «Al·lahu-àkbar» (‘Dios es [el] más grande’) y dispararon hasta 50 tiros. Mataron a doce personas, dos de ellas miembros de la Policía Nacional de Francia, e hirieron de gravedad a otras cuatro. El famoso dibujante francés Jean Cabut y Stéphane Charbonnier, director de Charlie Hebdo desde 2009, fallecieron en el ataque. La rama yemení de Al Qaeda reivindicó el ataque  «como venganza por el honor» del profeta Mahoma, profeta del islam.
El 11 de enero, unos dos millones de personas, entre ellas más de 40 líderes mundiales participaron en París en una marcha por la unidad nacional, y 3,7 millones de personas se unieron a las manifestaciones en toda Francia. La frase Je suis Charlie («Yo soy Charlie» en francés) fue un lema común de apoyo a las manifestaciones y en los medios sociales. La siguiente edición de Charlie Hebdo vendió siete millones de copias en seis idiomas.

## Equipo

### Equipo actual
- Gérard Biard, editor
- Sylvie Coma, editor
- Riss, caricaturista
- Catherine Meurisse, caricaturista
- Coco, caricaturista
- Willem, caricaturista
- Walter Foolz, caricaturista
- Babouse, caricaturista
- Patrick Pelloux, periodista
- Antonio Fischetti, periodista
- Zineb El Rhazoui, periodista
- Philippe Lançon, periodista
- Fabrice Nicolino, periodista
- Sigolène Vinson, periodista
- Laurent Léger, periodista
- Jean-Baptiste Thoret, crítico
- Mathieu Madénian, columnista
- Simon Fieschi, webmaster
- Richard Malka, abogado
- Eric Portheault, gerente de finanzas

### Dibujantes

#### Actuales
- Catherine
- Erwann
- Kamagurka
- Jul
- Mougey
- Riss
- Riad Sattouf
- Schwartz
- Willem

#### Antiguos
- Lefred-Thouron (abandonó la publicación en agosto de 1996 cuando sus dibujos sobre los problemas jurídicos de Patrick Font fueron rechazados por Philippe Val)
- Joann Sfar (abandonó el periódico en 2005)
- Gébé (fallecido en 2004)
- Luz, caricaturista;
- Renaud
- Jean-Marc Reiser (fallecido en 1983)
- Siné (despedido en 2008, fundó su propia revista de humor semanal: Siné Hebdo)[28]
- Bernar (fallecido en 2006)

### Redactores

#### Actuales
| - André Adoutte - Agathe André - Jackie Berroyer - Gérard Biard - Stéphane Bou - Michel Boujut - Sylvie Caster - François Cavanna - Marine Chanel - Mona Chollet - Sylvie Coma - Philippe Corcuff - Olivier Cyran - Delfeil de Ton - Paule Drouault - Antonio Fischetti - Patrick Font | - Caroline Fourest - Laurent Léger - Philippe Lançon - André Langaney - Luce Lapin - Grégory Lassus-Debat - Guillaume Lecointre - Anne-Sophie Mercier - Amélie Nothomb - Patrick Pelloux - Xavier Pasquini - Michel Polac - Patrick Raynal - Jean-Baptiste Thoret - Philippe Val - Emmanuelle Veil - Fiammetta Venner |

#### Asesinados
| - Cabu (asesinado en 2015) - Charb (asesinado en 2015) - Elsa Cayat (asesinada en 2015) | - Oncle Bernard (asesinado en 2015) - Georges Wolinski (asesinado en 2015) - Tignous (asesinado en 2015) |

#### Antiguos
- Coluche
- Frédéric H. Fajardie (abandonó la publicación tras profundos desacuerdos con Philippe Val, el que le reprochaba su «estalinismo en sus relaciones con el resto»)
- Professeur Choron
- Gébé